# Nefriet
Nefriet is een mineraal met een dichte vervilte actinoliet. Het heeft de molecuulformule Ca2(Mg,Fe)5[(OH,F)(Si4O11)]2. De naam is afgeleid van het Oudgriekse woord νεφρός, nephros, dat nier betekent. Het kan worden bewerkt om er cabochons, sieraden en kunstnijverheidsproducten mee te maken.

## Geschiedenis

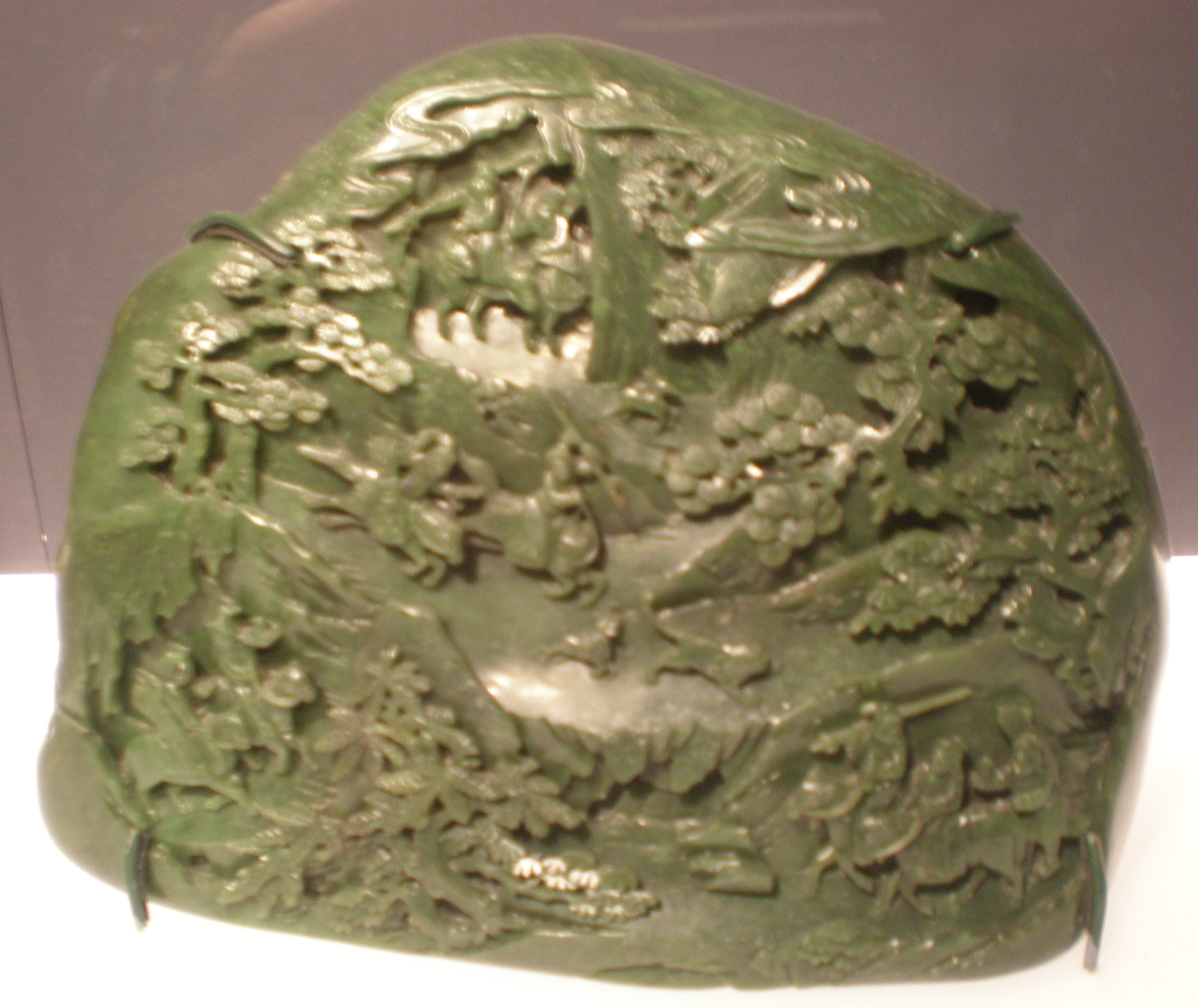
Berg met jachttafereel uit de Qing-dynastie, Asian Art Museum in San Francisco

Nefriet is sinds oudsher bekend, zoals door talrijke archeologische vondsten is aangetoond. Door de taaiheid ervan is nefriet geschikt voor het vervaardigen van werktuigen. Men heeft er later ook siervoorwerpen van vervaardigd.
Er werden in Babylon aan nefriet magische krachten aan toegeschreven. Het had in China een grote mythologische betekenis en daarom bij religieuze ceremoniën gebruikt. Het was al voor de komst van Columbus in Midden-Amerika zeer geliefd. Volgens de Soemeriërs was nefriet in staat onverwachte omstandigheden op te lossen. Men beweerde dat jade, dat nefriet of jadeiet kan zijn, nierkwalen kon verhelpen.

## Ontstaan en voorkomen
Nefriet ontstaat in metamorfe gesteenten, bijvoorbeeld in alluviale afzettingen.
Nefriet komt in de natuur meer dan jadeiet voor, soms in grote blokken. Zo zijn er in Rusland stenen gevonden van meer dan vijf ton zwaar en in Myanmar is zelfs een nefrietblok van 30 ton gevonden. Historische belangrijke afzettingen bevinden zich in China, rond Hotan in de provincie Xinjiang, in het Kunlun-gebergte en in de omgeving van Kashgar. In Taiwan en Jordanië komen nefrieten met het chatoyance-effect voor, kattenoog nefrieten. Er zijn in de Verenigde Staten en in Nieuw-Zeeland belangrijke afzettingen bekend. De Maori's wonnen al nefriet voor de komst van de Europeanen. Deze stenen zijn doorschijnend en worden beschouwd als de mooiste nefrieten ter wereld. Kleinere stenen zijn gevonden in Australië, Kazachstan, Polen, Duitsland, Zwitserland, Italië en Ierland.

## Vergelijkbare mineralen
Mineralen met overeenkomstige eigenschappen zijn amazoniet, hydrogrossulaar, jadeiet, prehniet, pyrofylliet en serpentien.

### Handelsnamen
- Indian jade, foutieve handelsnaam voor aventurien en voor aventurienglas
- Russische jade, handelsnaam voor spinaziegroene nefriet uit het gebied rond het Baikalmeer in Rusland
- Wyomingsjade, handelsnaam voor een jadematrix of ook voor een groenkleurige vergroeiing van tremoliet met albiet